# Sig Slater
Cyril Seely Slater, detto Sig (Montréal, 27 marzo 1897 – Montréal, 26 ottobre 1969), è stato un hockeista su ghiaccio canadese.

## Palmarès

### Olimpiadi invernali
- Oro a Chamonix-Mont-Blanc 1924 nell'hockey su ghiaccio.